# Rose Bertram
Pour les articles homonymes, voir Bertram.
Stephanie Rose Bertram, plus généralement connue sous le nom de Rose Bertram, est un mannequin belge, née le 26 octobre 1994 à Courtrai.
Elle est notamment connue pour être la première Belge à entrer dans le cercle des mannequins de Sports Illustrated,,.

## Biographie
Née le 26 octobre 1994 à Courtrai en Flandre-Occidentale, Stephanie Rose Bertram est la fille d'un père belge et d'une mère sénégalaise, angolaise et portugaise, Elle grandit à Deinze.
Après avoir été repérée par l'agence bruxelloise Dominique Models, elle poursuit sa carrière en Amérique. Outre Sports Illustrated, Rose Bertram a notamment posé pour des campagnes de H&M, L'Oréal, Hunkemöller, Primark ou encore Agent Provocateur. Elle apparaît dans le magazine Galore, dans Oyster, sous l'objectif de Tyler, The Creator et défile pour diverses collections de mode.

### Vie privée
Rose Bertram a été la compagne du footballeur néerlandais Gregory Van der Wiel,. Plusieurs journaux sportifs, dont le Mundo Deportivo, en faisaient ainsi « la reine de la Ligue 1 ». Elle est également maman de deux petites filles.